# Liuixalus hainanus
Liuixalus hainanus é uma espécie de anfíbio da família Rhacophoridae.
É endémica da China.
Os seus habitats naturais são: florestas subtropicais ou tropicais húmidas de baixa altitude, rios, pântanos e marismas de água doce.
Está ameaçada por perda de habitat.